# Pierre Cossemyns
Pierre Cossemyns (* 21. Oktober 1930 in Ukkel, Brüssel; † 22. Dezember 2001) war ein belgischer Boxer. Er war Europameister der Berufsboxer im Bantamgewicht.

## Werdegang
Pierre Cossemyns, genannt „Cosse“, wuchs im Brüsseler Stadtteil Molenbeek auf und begann dort 1943 mit dem Boxen. Als Erwachsener wog er bei einer Größe von 1,62 Metern meist um 55 kg und kämpfte in den leichten Gewichtsklassen. Als Amateur im Fliegengewicht und als später als Profi im Bantamgewicht und seltener im Federgewicht.

## Amateurlaufbahn
Als Amateur gehörte Pierre Cossemyns ab 1947 zur belgischen Elite. 1948 vertrat er Belgien bei zwei Länderkämpfen in Irland. In Dublin verlor er am 5. August 1949 im Fliegengewicht gegen Paddy Kelly nach Punkten und am 7. August 1949 siegte er in Mullingar über P. Nolan nach Punkten. 1951 wurde er belgischer Meister im Bantamgewicht und vertrat sein Land auch bei der Europameisterschaft in Mailand. Im Bantamgewicht unterlag er dort im Achtelfinale gegen Jacques Dumesnil aus Frankreich nach Punkten und kam damit auf den 9. Platz.

## Profilaufbahn
Mitte des Jahres 1951 trat Pierre Cossemyns zu den Berufsboxern über. Sein Manager wurde Ploegaerts-Tillière. Sein Debüt im Profiring gab er am 23. September 1951 in Brüssel mit einem Punktsieg über seinen Landsmann Pierre Baeckelandt. Am 8. Dezember 1952 kam er in Leeds zu einem Punktsieg über den Nigerianer Hogan Kid Bassey, einer der schillerndsten Figuren des damaligen Boxsports.
Am 29. Januar 1953 wurde er in Verviers mit einem Punktsieg über Jean Kidy belgischer Meister im Bantamgewicht. Diesen Titel verteidigte er am 28. April 1953 in Antwerpen mit einem Punktsieg über Alex Bollaert, am 2. Dezember 1953 in Brüssel mit einem weiteren Punktsieg über Alex Bollaert und am 13. März 1954 in Brüssel mit einem Punktsieg über Jean Kidy.
Im Herbst 1954 boxte Pierre Cossemyns mehrere Male in Australien. Am 20. September 1954 besiegte er in Sydney den australischen Meister im Bantamgewicht Bobby Sinn nach Punkten. Das war sein 29. Kampf ohne Niederlage in Folge in seiner Profilaufbahn. Den 30. Kampf verlor er am 18. Oktober 1954 in Sydney gegen den US-Amerikaner Billy Peacock. Gegen den gleichen Gegner verlor er am 29. November 1954 in Sydney auch in der Revanchebegegnung nach Punkten.
Am 25. Februar 1956 verlor er in Liege seinen belgischen Meistertitel an Jean Renard, der ihn nach Punkten besiegte. Diesen Titel holte er sich am 12. November 1956 in Brüssel mit einem K.O.-Sieg über Alex Bollart zurück.
An den Jahren 1957 bis 1959 bestritt Pierre Cossemyns mit unterschiedlichen Ergebnissen eine Reihe von Kämpfen gegen Boxer aus der absoluten europäischen Spitzenklasse seiner Gewichtsklasse. Am 22. Mai 1957 unterlag er in Brüssel seinem Landsmann Jean Sneyers nach Punkten. Am 8. März 1958 musste er sich in Belfast dem Nord-Iren Freddie Gilroy nach Punkten geschlagen geben. Am 20. Mai 1958 unterlag er in Kensington gegen den Engländer Terry Spinks. Am 29. Februar 1959 unterlag er in Paris gegen Alphonse Halimi aus Frankreich durch Techn. K.O.. Am 10. Oktober 1959 siegte er in Brüssel über den für Frankreich startenden Algerier Cherif Hamia nach Punkten. Sneyers, Halimi und Hamia waren ehemalige oder künftige Europameister, Terry Spinks war Olympiasieger 1956 im Fliegengewicht und wie Freddie Gilroy ein British-Empire-Champion.
Am 12. Mai 1960 besiegte Pierre Cossemyns in Brüssel den italienischen Meister im Bantamgewicht Federico Scarponi nach Punkten und am 15. Oktober 1960 erhielt er endlich die Chance in Brüssel um den Europameistertitel, allerdings im Federgewicht, gegen Gracieux Lamperti aus Italien boxen zu dürfen. Er verlor diesen Kampf nach Punkten.
Nach fast zehn Jahren als Profi erreichte er schließlich am 27. Mai 1961 doch noch sein Ziel Europameister zu werden. Im Kampf um den vacanten Bantamgewichtstitel von Europa schlug er am 17. Mai 1961 in Brüssel den Nordiren Freddie Gilroy K.O. und war damit Europameister. Diesen Titel verteidigte er am 4. November 1961 in Cagliari mit einem Punktsieg über den Sarden Piero Rollo. In der Revanche am 13. April 1962 unterlag er in Brüssel gegen Rollo durch K.O. und damit auch den Titel.
Am 28. September 1963 bestritt er in Antwerpen seinen letzten Kampf, in dem er seinen Landsmann Jean Claude Loroy nach Punkten schlug. Die beste Weltranglisten-Platzierung, die er in seiner Karriere erreichte war ein 3. Platz.

## Titelkämpfe von Pierre Cossemyns als Profiboxer
| Datum      | Ort       | um den Titel von | Gewichtsklasse | Ergebnis                                         |
| 29.1.1953  | Verviers  | Belgien          | Bantam         | Punktsieg über Jean Kidy                         |
| 28.4.1953  | Antwerpen | Belgien          | Bantam         | Punktsieg über Alex Bollaert                     |
| 2.12.1953  | Brüssel   | Belgien          | Bantam         | Punktsieg über Alex Bollaert                     |
| 13.3.1954  | Brüssel   | Belgien          | Bantam         | Punktsieg über Jean Kidy                         |
| 25.2.1956  | Liege     | Belgien          | Bantam         | Punktniederlage gegen Jean Renard                |
| 12.11.1956 | Brüssel   | Belgien          | Bantam         | K.O.-Sieg über Alex Bollaert                     |
| 15.10.1960 | Brüssel   | Europa (EBU)     | Feder          | Punktniederlage gegen Gracieux Lamperti, Italien |
| 27.5.1961  | Brüssel   | Europa (EBU)     | Bantam         | K.O.-Sieg über Freddie Gilroy, Nord-Irland       |
| 4.11.1961  | Cagliari  | Europa (EBU)     | Bantam         | Punktsieg über Piero Rollo, Italien              |
| 13.4.1962  | Cagliari  | Europa (EBU)     | Bantam         | K.O.-Niederlage gegen Piero Rollo                |